# Matriz Vester
La matriz Vester es un instrumento de desarrollo que forma parte de la matriz del Marco Lógico,  que ayuda y facilita la identificación de la problemática con mayor impacto en el campo a aplicar. Es una técnica desarrollada por el alemán Frandeli Vester, la cual se puede aplicar en diversos campos.
Para aplicar la matriz se deben priorizar los problemas identificados en análisis previos, y asignarles una calificación, un número. Ese número evaluará en qué medida el Problema 1 (P1) tiene influencia en el Problema 2 (P2).
1  No es causal
2  Causal débil
3  Causa media
4  Causa fuerte
5  Causa muy fuerte
Generalmente se hace un listado con los problemas generales en el objeto de estudio. Posteriormente se hace una priorización de problemas, de los cuales se extraen los más importantes. (Regularmente son 5, pero eso es libre elección)
Para cruzar los problemas se hace una matriz. Donde en el eje X van los problemas, del primero al último, de manera horizontal, y en el eje Y van los problemas, del primero al último, de manera vertical. Para cruzar los problemas se empieza por el eje Y. Es decir que P1 se cruzará con todos los problemas para sacar el eje X de P1. Y así sucesivamente con todos los problemas. Para sacar el eje Y, es exactamente lo mismo, sólo que de manera vertical. 
Se debe tener en cuenta que P1 no se puede cruzar con P1, por eso da cero en cada cruce del mismo problema. P1-P1=0 ,P2-P2=0, P3-P3=0… etc.
| PROBLEMAS  |  | P1 | P2 | P3 | P4 | P5 | P6 | P7 | EJE X |
| PROBLEMA 1 |  | 0  | 2  | 3  | 1  | 3  | 2  | 2  | 13    |
| PROBLEMA 2 |  | 0  | 0  | 2  | 1  | 3  | 3  | 3  | 12    |
| PROBLEMA 3 |  | 2  | 1  | 0  | 2  | 1  | 3  | 3  | 12    |
| PROBLEMA 4 |  | 3  | 3  | 3  | 0  | 2  | 3  | 3  | 17    |
| PROBLEMA 5 |  | 0  | 3  | 2  | 1  | 0  | 3  | 2  | 11    |
| PROBLEMA 6 |  | 2  | 3  | 3  | 3  | 3  | 0  | 0  | 14    |
| PROBLEMA 7 |  | 1  | 2  | 3  | 3  | 1  | 2  | 0  | 12    |
| EJE Y      |  | 8  | 14 | 16 | 11 | 13 | 16 | 13 |       |

Luego de asignar un número que evalúa el cruce de los problemas, se debe hacer la suma del eje X y el eje Y. El eje X es la suma del problema de manera horizontal, y el eje Y es la suma de cada problema de manera vertical. (en el ejemplo: P1: 2+3+1+3+2+2= 13x) 
Luego de estos resultados sabremos que el eje Y constituye los problemas Pasivos y el eje X los problemas Activos. Se ordenan en una tabla para así saber cómo graficarlos. 
| PROBLEMAS | PASIVOS (EJE Y) | ACTIVOS (EJE X) |  |
| --------- | --------------- | --------------- |  |
| P1        | 8               | 13              |  |
| P2        | 14              | 12              |  |
| P3        | 16              | 12              |  |
| P4        | 11              | 17              |  |
| P5        | 13              | 11              |  |
| P6        | 16              | 14              |  |
| P7        | 13              | 12              |  |

Luego de tener el resultado de cada problema en los ejes X y Y,  se hace el gráfico correspondiente. Este gráfico consta de 4 variables: Problemas pasivos, críticos, indiferentes, activos. Los problemas pasivos se encuentran en la parte superior izquierda del gráfico. Los problemas críticos se encuentran en la parte superior derecha del gráfico. Los problemas indiferentes se encuentran en la parte inferior izquierda del gráfico, y los problemas Activos se encuentran en la parte inferior derecha del gráfico. 
Para elegir los ejes de a gráfica, se deben tomar el valor menor en Y, y sumarle el valor mayor en Y. Luego dividir ese resultado en 2. (En este ejemplo: 8 + 16 = 24/2 =12. eje X= 11 + 17 = 28/2 = 14.). El resultado en X y Y será para marcar la línea de cada eje y así determinar el punto centro.